# クラップス
クラップス (Craps) とは、2個のサイコロの出目を競うゲームの一つである。ディーラーとの勝負にもかかわらず、プレーヤー側がサイコロを振ることができる（サイコロを振る人は順番）。プレイ進行自体は単純であるものの、非常に様々な賭け方ができる。アメリカをはじめ多数のカジノで遊ばれている。英語では別名を"Seven-Eleven"（7-11の意味）と呼ぶ。
ビデオポーカーやブラックジャックのように戦略によって勝てるゲームではないが、他のゲームに比べて熟練が要求されない割に、控除率（胴元の取り分：ハウスエッジ、ハウスアドバンテージ、寺銭）が少ないため、初級者から上級者まで幅広い層に人気がある。バカラ同様、ハイローラー（大金を賭けてゲームをする人）が愛好するゲームでもある。
12世紀ごろ中近東で遊ばれていたクラッブス (Crabs) が、ヨーロッパ経由で世界に伝わったとされる。

## 遊び方
まず2人で遊ぶ場合を示す。
1. 最初の投げ手（シューター）が2個のサイコロを振る。この最初のロールをカムアウトロール (Come-Out Roll) と呼ぶ
  - 7, 11が出ればただちに投げ手の勝ち（ナチュラルあるいはウィン、Natural or Win）
  - 2, 3, 12が出ればただちに投げ手の負け（クラップス、Craps）
  - 他の目、4, 5, 6, 8, 9, 10が出た場合、相手側と投げ手を交代しそのままゲームを続行する。ここで、この時出た目をポイント (Point) と呼び、ポイントが確定した後、7が出て負けるまでをシリーズ (Series) と呼ぶ。
2. 交代した投げ手がサイコロを振る
  - ポイントを出せばその時の投げ手の勝ち
  - 7が出れば負け（セブン アウト、Seven-Out）
  - 他の目であればまた投げ手を交代して、決着がつくまで2項を繰り返す。ポイントおよび7以外の目（例えば2や11）はこれ以降のフェーズでは勝ち負けには関係ない。

カジノ（特にアメリカ）で行われる場合は、シューターは客（プレイヤー）の中の一人が務める。2人で遊ぶ場合とは異なり、ポイント確定後も引き続き同じ客が投げ手を務める。ゲームは、以下を一つのシリーズとして進行する。
- カムアウトロール。最初に7, 11を出して勝つ（ナチュラル、ウィン）。もしくは2, 3, 12を出して負ける（クラップス）
- 他の目、4, 5, 6, 8, 9, 10が出た場合、その目がポイントとなる
- ポイントが確定した後、そのまま同じ客がサイコロを振り、ポイントを出して勝つか、あるいは7を出して負ける（セブン アウト）まで続ける。これをポイントロール（Point Roll）と呼ぶ。ポイントおよび7以外の目（例えば2や11）はこのフェーズでは勝ち負けには関係ない。

投げ手を含む客はゲームの勝ち、負けを始めとする賭けを行う。ただし、ここの勝敗は便宜的なものであり、投げ手以外の客のみならず、投げ手自身が自分の負けに賭けることもルール上は可能である。投げ手はポイント確定後に7の目を出して負けた（セブン アウト）時に左隣の客と交替する。ポイント確定前の負け（クラップス）の場合には、基本的には投げ手を交替することはない。

## 主な賭け方
このゲームは一部の配当が日本語で言うところの倍率になじまないため、配当の割合を x-y で示す。これは「相手が x 自分が y の掛け金を出し、勝ったものが両方を取る」を意味する。つまり 2-1 という表記は日本語でいう3倍の賭けをあらわす。また、末尾の（数字）は控除率（ハウスエッジ）を表す。
- パスライン (pass line)
  - シューターが勝つことに賭ける。1-1 (1.41%）
- ドントパス (don't pass)
  - シューターが負けることに賭ける。ただしカムアウトロールで「12」が出たときは引き分け。1-1 (1.36%)
- カム (come)
  - ルールそのものはパスラインと同様だが、カムアウトロール以外の任意のタイミングで参加することができる。賭けた直後の最初のロールで「７」か「11」が出ればその時点で勝ち、「２」か「３」か「12」ならば負けとなる。他の数字が出た場合は、その数字がその賭け固有の「ポイント」となり、賭けが続行する。1-1 (1.41%)
- ドントカム (don't come)
  - カムの逆。ただし、ドントパス同様、賭けた直後の最初のロールで「12」[3]が出たときは引き分けとなる。1-1 (1.36%)
- オッズ (odds)
  - パスライン、ドントパス、カム、ドントカムにおいて「ポイント」が決定した後、ポイントが決まる（ドントは7が出る）ことに賭ける。詳細は後述。
- プレイスベット (place)
  - 4,5,6,8,9,10の中から任意に選択し、その合計が出ることに賭ける。6,8が7-6 （1.52%）、5,9が7-5 （4.00%）、4,10が9-5 （6.67%）
- エニークラップス (Any Craps)
  - 次のロールで2,3,12が出ることに賭ける。7-1 (11.11%)
- エニーセブン (Any Seven)
  - 次のロールで7が出ることに賭ける。一般的なベットの中ではもっとも率の悪い（控除率の高い=プレイヤーに不利な）賭け方である。4-1 (16.67%)
- ビッグシックス (Big Six)
  - 7が出る前に6が出ることに賭ける。1-1 (9.09%)
- ビッグエイト (Big Eight)
  - 7が出る前に8が出ることに賭ける。1-1 (9.09%)
- ハードフォー、ハードテン (Hard four/Hard ten)
  - 2,2または5,5のゾロ目が出ることに賭ける。7か他の4（1,3/3,1:ハードフォーの場合）、他の10（4,6/6,4:ハードテンの場合）の組み合わせで負け。7-1 (11.1%)
- ハードシックス、ハードエイト (Hard six/Hard eitht)
  - 3,3または4,4のゾロ目が出ることに賭ける。7か他の6（1,5/2,4/4,2/5,1:ハードシックスの場合）、他の8（2,6/3,5/5,3/6,2:ハードエイトの場合）の組み合わせで負け。9-1 (9.09%)

上記以外にも、下記にあるような賭け方もできる。配当も控除率も様々である。
- ある目が次の一投でただちに出ること。特にプロポジション・ベットと呼ばれる2,3,11,12はホーン(HORN)ベットと称して頻繁に使われる。また、2,3,11,12以外の組み合わせについてはホップ(HOP)ベットとして採用しているカジノもある。
- 特定の範囲の定まった組み合わせが次の一投でただちに出ること。2,3,4,9,10,11,12に対して配当を行うというフィールド(FIELD)ベットが特に有名。
- 7がでてゲームが終了する前にある目が出ること、出ないこと。ゲームが終了するという前提を除いて7を負けの対象とするベットは高配当のゲームで設定されることがあり、中には2,3,4,5,6,8,9,10,11,12を全て1回以上出すといった高難度高配当のベットを用意するカジノもある。
- ニューシューター（セブンアウト後の次の、あるいはテーブルの運用が始まって最初に担当するシューター）がセブンアウトまでに何か所のポイントを獲得するか、あるいは何か所のポイントを獲得するか。これらはワールド(WORLD）ベットやファイヤー(FIRE)ベットという名称で採用しているカジノが多い。

### オッズベット
パスライン、ドントパス、カム、ドントカムにおいて、カムアウトロール後に自分の賭け額へ追加でベットする賭け方。オッズベットは、確率的に計算された正しい期待値で配当が算出される。つまり、オッズベットで追加された額への払い戻しに関しては、控除率がゼロということになる。
| 元のベット                   | ポイント | 配当  | 勝ち目の数 | 負け目の数 |
| ---------------------------- | -------- | ----- | ---------- | ---------- |
| PASS LINE または COME        | 6,8      | 6 - 5 | 5          | 6          |
| PASS LINE または COME        | 5,9      | 3 - 2 | 4          | 6          |
| PASS LINE または COME        | 4,10     | 2 - 1 | 3          | 6          |
| DON'T PASS または DON'T COME | 6,8      | 5 -6  | 6          | 5          |
| DON'T PASS または DON'T COME | 5,9      | 2 - 3 | 6          | 4          |
| DON'T PASS または DON'T COME | 4,10     | 1 - 2 | 6          | 3          |

これではカジノがまったく得をしないため、通常、最初のベットの何倍かに限定される。倍率はテーブルやカジノによって決まっており、現在最も一般的な「x3 x4 x5」ルールでは、ポイント4または10に対してのオッズベット上限は元の賭け額の3倍まで、ポイント5または9に対しては4倍まで、そしてポイント6,8に対しては5倍までとなっている。
ここで、仮に10倍までだとすると、控除率はわずか0.18%となり、これは、ベーシックストラテジーをマスターしたうえでプレイするブラックジャック、もしくは、最適なセオリーに完全に則ってプレイするビデオポーカーの 9/6 Jacks or better を凌駕する、非常にプレイヤー側の不利が少ないゲームとなる。これらのゲームに比べなんの熟練もいらないのが、クラップスの大きなメリットである。

### 賭けの増減・撤回・変更について
基本的にクラップスは(Don'tを含む)PASS/COME以外は原則として1回のロールごとに勝敗(引き分けを含む)が決し、次の賭けへの判断を行うことができる仕組みとなっているため、一旦行った賭けを撤回・増額・減額するといったベットに関わる行動は、ベットの上限下限に抵触しない限り自由である。ただし、ポイントが決定した(Don'tを含む)PASS/COMEは増額できるが減額・撤回はできない。これは、ポイント決定済みの賭けについてはプレイヤーに不利なのが理由である。また、サイドベットで一旦シューターのロールが始まったら決着が付くまで一切の増減ができないというルールを採用している賭けもあるので注意が必要である。
ベットを一時的に行わない(OFF)ことや、一旦OFFにしたベットを次のロールから再開、あるいはカムアウトロールでの自動OFFから強制的に有効にする(ONまたはWORKINGとも)、特定のベットを取りやめてチップも物理的に返却してもらう(DOWN)など、上記のように1回のロールごとに賭けの判断が行われるというゲームの性質上、プレイヤーに与えられたオプションは多岐にわたり、状況を見て総合的に立ち回ることが可能な仕組みになっている。
勝利条件が同じ出目であっても、配当が異なる(例えば4が出ることに対する賭けは、プレースベットは9-5であるが、オッズベットは10-5であるため、直近のポイントを獲得(PASS LINEの勝ち)した状況から次のカムアウトロールでポイントが4に決まると、プレースにチップを賭けるよりはオッズベットを行ったほうが有利となる)ケースが往々にして存在することから、プレイヤーは自分のベットを把握し、状況によってはディーラーからの問い合わせに答える必要がある、というパターンもある。
本項に記している「自由度」が多分に存在するゲームであるが故に、クラップスでは多彩な賭け方・手段手法がある一方で、初心者への敷居が高いという印象を与えてしまう二面性を抱えているゲームであるとも表現できる。

## 遊び方の目安
オッズベットを併用したパスラインもしくはカムをベースに、自分の信念もしくは直感によって控除率のそれほど悪くないベットを行っていくのが一般的なプレイスタイルである。
クラップスでは、テーブル一体となって、カジノ側を負かす（つまりシューターが勝つ）スタイルでプレイされるため、確率的にもっとも有利なベットであってもドントパスおよびドントカムは好まれない。特に投げ手がドントパスに賭けることは、パスラインおよびカムに賭けている大多数のプレイヤーの願い（=シューターに勝ってほしい）の逆目に賭けている者が投げることとなるため、タブーとされる。どうしてもドントパスやドントカムでプレイしたい場合は、シューターではないタイミングを選ぶべきだが、それでも「このテーブルには負けを願うプレーヤーがいる」ことそのものが異端視されることが多い。もちろん、自分以外にプレーヤーが誰もいないテーブルでドントパスやドントカムプレイをすることは何の問題もなく、実際に早朝の空いたカジノではこのような場面が散見される。

### クラップスというゲームの特性による、日本人に依拠した注意点
日本人が海外カジノのテーブルで遊ぶ時に注意しておきたいこととして、クラップスは基本的にパスライン・ドントパス・カム・ドントカム・フィールド・オッズ・ビッグ6及び8の7種以外の賭けについては、全て「ディーラーにベット内容を口頭で発注する」必要があるため、必然的に英語での発声が必須になるが故に「どうしたら良いのかわからなくなることが多い」事態が(当人の英語力次第ではあるが)発生することがある。本記事のベットの種類などを参考に、よく使われるベットについては単語を予習しておくのが良いと思われる。

## 出目の名称
クラップスについているディーラーの内、中央にいるスティックを持ったディーラーを「スティックマン」「スティックパーソン」などと呼び、スティックでダイスを回収・受け渡ししたり、プロポジションベットの管理を行ったりするが、出た出目をプレイヤーに宣告する役割も担っている。
出目を宣告する際、その目特有の名称が使われている場合が多い。
主に使われている名称は下記の通り。

### 偶数
- 2：Snake Eyes
- 12：Box Cars/Midnight

- 2・12以外でゾロ目の場合：Hard〇（〇には該当する出目が入る） （例）8の場合:Hard Eight

- 2・12以外でゾロ目ではない場合：Easy〇 （例）6の場合:Easy Six

### 奇数
- 3：Ace Deuce/Three
- 5：No Field Five/Fever Five
- 7：Winner Seven（カムアウトロールの場合）/Seven Out(ポイントロールの場合）
- 9：Center Field Nine/Nina Nine
- 11：Yo/Yo-Eleven

ちなみにプレイヤーがハードウェイと2・3・11・12に賭ける場合、上記の名称を言ってもディーラーに伝わる
（例）11に$5賭けたい場合：$5 on Yo./($5チップを投げながら）Yo.

## 米国
1788年、クラップスはサイコロゲームハザードの英国式バリエーションだった。
クラップスは、西欧のハザードゲームを簡略化した結果、アメリカで発展した。ハザードの起源ははっきりせず、おそらく十字軍の時代にまでさかのぼる。ハザード は、1805年頃にロンドンからニューオーリンズに帰国した若いギャンブラーで、植民地時代のルイジアナの裕福な地主の息子であるベルナール・ザビエル・フィリップ・ド・マリニー・ド・マンドヴィルによって持ち込まれました
。ハザードでは、サイコロ・プレイヤーは素数として5から9の間の任意の数を選ぶことができるが、ド・マリニーは素数が常に7であるようにゲームを単純化した。これは数学的に最適な選択（サイコロ・プレイヤーにとって最も不利な選択）である。ハザードもその単純化した派生物も、彼の社会階級のアメリカ人にはなじみがなく、拒絶されたため、ド・マリニーは地元の下層階級に彼の斬新さを紹介することにした。現場のプレイヤーは友人や船乗りに教え、彼らは新しいゲームをミシシッピ川やその支流に持ち込んだ。ド・マリニーは、この新しい遊びの大成功を祝って、ニューオーリンズの新しい居住区にクラップス通り（Rue de Craps）と名づけた。

## クラップスを扱ったフィクション
- ザ・レディ・イズ・ア・トランプ - 1937年の楽曲。主題となる女性が嫌いなものとして「crap game」が挙げられている[16]。
- 100万$キッド（1986-1988年） - 石垣ゆうき（原案協力：宮崎まさる）のギャンブル漫画。第59話〜第63話はクラップスが主題になっている[17]。
- ビッグタウン（原題：The Big Town） - 1987年の米国映画。
- 「手」の長さの現在の記録（同じシューティングゲームで獲得した連続ラウンド）は、ニュージャージー州アトランティックシティ、ニュージャージー州アトランティックシティのボルガタで、4時間と18分のニュージニアのパトリシアデマウロによる154回のロールです。 2009年5月23日 24日。

## 日本のアミューズメントカジノとクラップス
クラップスはゲームの性質上、他のカジノゲームとは異なる独特の形状のテーブルを用い、多くの人が参加できるように作られていることから、日本国内でゲームセンター営業を行う、いわゆるアミューズメントカジノでの採用例は異様に少なく、既存のブラックジャック等に使われるテーブルのレイアウトをクラップス対応として製作されたテーブルが存在するくらいマイナーである。なお、東京・大阪ではカジノディーラー養成の専修学校でクラップステーブルの実物を用いた施設を擁するところがあり、東京ではアミューズメントカジノとしてのプレイも可能な状態が確認されている。